# 和泉紗江
和泉 紗江（いずみ さえ、1982年5月11日 - ）は、日本の女優。元宝塚歌劇団宙組の娘役。
広島県尾道市、英数学館高等学校出身。身長162cm。血液型A型。愛称は「さゆり」。宝塚歌劇団時代の芸名は白峰 さゆり（しらみね さゆり）。
所属事務所はオフィスジンギス。

## 来歴
2001年、宝塚音楽学校入学。
2003年、宝塚歌劇団に89期生として入団。入団時の成績は26番。月組公演「花の宝塚風土記／シニョール ドン・ファン」で白峰さゆりとして初舞台。その後、宙組に配属。
2007年2月12日、貴城けい・紫城るいトップコンビ大劇場お披露目であり退団公演ともなる「維新回天・竜馬伝!／ザ・クラシック」東京公演千秋楽をもって、宝塚歌劇団を退団。
退団後は2度の改名を経て、女優として活動を続けている。

## 宝塚歌劇団時代の主な舞台

### 初舞台
- 2003年4 - 5月、月組『花の宝塚風土記（ふどき）』『シニョール ドン・ファン』（宝塚大劇場のみ）

### 宙組時代
- 2003年『白昼の稲妻』『テンプテーション』
- 2004年『ファントム』
- 2004年『エンカレッジ・スペシャルコンサート「Angels in Harmony」』
- 2005年『ホテルステラマリス』『レビュー伝説』
- 2005年『炎にくちづけを』『ネオヴォヤージュ』
- 2006年『NEVER SAY GOODBYE』
- 2006年『宙組エンカレッジ・コンサート』
- 2006年『維新回天・竜馬伝!』『ザ・クラシック』退団公演

## 宝塚歌劇団退団後の主な活動

### ドラマ
- 曲げられない女 第1話（2010年、日本テレビ） - 光輝の女 役
- 雲の階段（2013年、日本テレビ） - 加藤真紀子 役
- 天国の恋（2013年、フジテレビ） - 越谷（妻）役
- 温泉 (秘) 大作戦 13（2014年、テレビ朝日） - 中居明美 役
- SP〜警視庁警護課 4（2014年、テレビ朝日） - 斉藤美江 役
- 水曜ミステリー9・刑事長 2（2014年、テレビ東京） - 朝井優奈 役
- ショカツの女 新宿西署 刑事課強行犯係 10（2015年、テレビ朝日） - 桜田真理 役
- 無痛〜診える眼〜（2015年、フジテレビ） - 看護婦長 橋本広子 役
- ナイトヒーロー NAOTO 第5話（2016年、テレビ東京） - 女性担当者 役
- 火の粉 第8話（2016年、フジテレビ） - 看護師 役
- 特命係長 只野仁 AbemaTVオリジナル第1話（2017年、AbemaTVオリジナル） - 女店員 役

### 舞台
- 赤毛のアン（2009年10月、国際フォーラム・C ホール） - 主演：アン 役
- 赤毛のアン（2010年9月、国際フォーラム・C ホール） - 主演：アン 役
- 舞台 baka2+14=? 主催「L'espace du journal」~日記の空間~（2011年） - クリスティーン 役
- ミュージカル・炎のキリスト「チェ・ゲバラ」（2012年、天王洲 銀河劇場） - ヒロイン：アレイダ 役
- 麗花 Body Expression・MANGEKYO（万華鏡）（2012年、シアターX）
- IMAGINE9.11（2012年、野方 WIZ） - 主演 ：ハリエット 役
- 遥かなる時を越えて（2012年） - ヒロイン：マリア 役
- 月と狼と太陽（2013、NHK大阪ホール） - エル 役
- 古代浪漫ミュージカル『TAKERU』（2014年） - ヒロイン：弟橘姫 役
- ミュージカル『徳太郎』（2015年） - ヒロイン：貞子 役
- 二人芝居『the MEANING of...』LIVE（2015年、@神楽坂 THEGLEE）
- 椿欣也座長東京&ツアー公演（2015、全国ツアー） - ヒロイン：お露 役
- 足利ミュージカル『竹取物語』（2017年） - ヒロイン：かぐや姫 役
- 日本書紀 壬申の乱より『鳳飛伝』（2017年） - ヒロイン：額田王 役
- 足利ミュージカル『里見八犬伝』（2018年） - 玉梓 役
- 足利ミュージカル『遥かなる時を越えて』（2019年） - ヒロイン：マリア 役
- 足利ミュージカル『竹取物語-かぐや姫』（2019 - 2020年） - 主演：かぐや姫 役
- 『～日本書紀　編纂1300年～亀山・今・昔・物語』（2020年） - ヒロイン：宮簀姫 役
- 足利ミュージカル『ごんぎつね』（2020年） - 山神 役

### 映画
- COACH コーチ 40歳のフィギュアスケーター（2009年、監督：室希太郎） - 大嶺彩花 役

### CM
- コスモドライビングスクール
- ミツカン 味ぽん「55周年記念 味ぽんとって！」篇（2019年10月 -)
- アテニア化粧品「ドレスリフト」（2020年6月 -）
- イオンネットスーパー（2020年9月 -）
- 池田模範堂 ヒビケア軟膏「痛いひび割れ」篇（2020年11月 -）